# مسجد امام حسن عسکری (قم)
مسجد امام حسن عسکری مسجدی در شهر قم و از قدیمی‌ترین مساجد این شهر است که بر اساس برخی روایات به دستور امام حسن عسکری به نماینده خود احمد بن اسحاق اشعری ساخته شده است.

## پیشینه
بر اساس برخی روایات این مسجد در قرن سوم هجری به فرمان امام حسن عسکری امام یازدهم شیعیان ساخته شد. سازنده آن احمد بن اسحاق اشعری نماینده او در شهر قم است.
البته گفته شده‌است که قدمت این مسجد بیش از این است و بر روی ویرانهٔ آتش کده شهر قم بنا شده‌است. بر اساس این نظر پس از این که اشعریان در اواخر قرن اول هجری به قم آمدند، آتشکده قم را خراب و به جای آن مسجدی در این شهر ساختند که در واقع این نخستین مسجدی بود که در شهر بنا شد.
گویا محل مسجد در نزدیکی خاکفرج، و وادی‌السلام امروزی بوده‌است. این مسجد در مسیری قرار داشت که دو قسمت شهر را به یکدیگر متصل می‌کرد.
پس از آن به سال ۱۸۹ ق حمزه بن الیسع اشعری پس از آن که قم از اصفهان به صورت کوره (شهرستان) جدا شد؛ سپس مسجد دیگری به نام «مسجد دژپل» (درپل) به احتمال قوی در مکان کنونی «مسجد امام حسن علیه السلام» بنا شد.
مسجد امام حسن از گذشته از اعتبار زیادی برخوردار بوده و از قرن نهم به بعد متولیان آستانه مقدسه، تولیت آن را بر عهده داشتند.

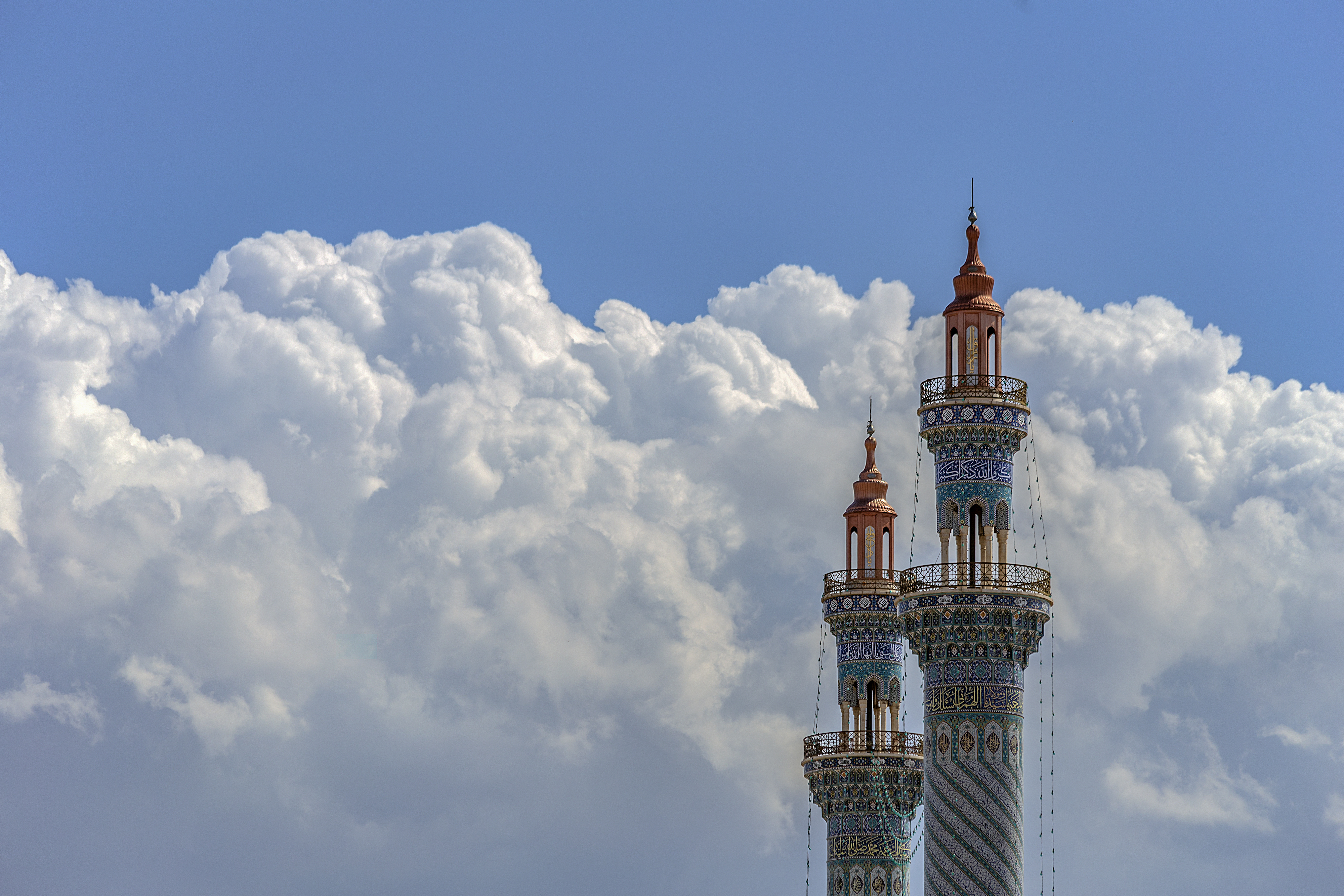
گلدسته‌های مسجد امام حسن عسکری قم

## معماری بنا
این مسجد در اواخر دوره صفوی بازسازی شده که امروزه تنها ایوان جنوبی آن باقی است. بنا در دوره فتحعلی شاه قاجار بر اثر سیل، متحمل صدماتی شد که از طرف حاج حسین کدخدا تعمیر شد.
در دوره ناصرالدین شاه به سال ۱۲۸۶ ق حاجی ابراهیم تاجر در جهت غربی مسجد، شبستان و زیرزمینی بزرگی بنا نهاد و بالاخره به سال ۱۲۹۵ ق حاج علی‌نقی تاجر کاشی، بخش‌های دیگر مسجد از جمله شبستان‌های شرقی و سردر و جلوخان را نوسازی کرد.
سردر مسجد به دهانه ۵ و عمق ۳ و ارتفاع ۶ متر دارای ازاره سنگی، جرزهای آجری، پوشش رسمی بندی آراسته به کاشی‌های دوالی و معقلی و در کمرگاه کتیبه‌ای قرآنی بر کاشی‌های خشتی است.
بعد از ورود به مسجد، هشتی هشت ضلعی مزین به کاشی کاری قرار گرفته‌است. در ضلع جنوبی صحن مسجد، ایوان قدیمی بنا به ارتفاع ۱۴، دهانه ۱۱ و عمق ۱۲ متر قرار دارد که در اواخر دوره صفوی، به دست «مهدعلیا» همسر یا مادر شاه سلیمان صفوی، بنا شده‌است. این ایوان دارای غرفه‌ها و صفه‌های محرابی در اضلاع، تزیینات مقرنس، گچ‌بری، کاشی‌کاری و کتیبه قرآنی مربوط به سال ۱۱۲۹ ق است.
در طرفین ایوان، شبستان‌های ستون‌دار قرار گرفته‌است که از طریق دهانه‌هایی به صحن و فضای ایوان راه پیدا می‌کند. شبستان شرقی به ابعاد ۱۲*۱۶ متر مشتمل بر ۱۱۳۳ چشمه بر فراز هفت ستون آجری مضلع است؛ دو ضلع جنوبی شبستان، محرابی کاشی کاری تعبیه شده‌است.
شبستان غربی ایوان به ابعاد ۱۱*۱۲ متر است. در ضلع شرقی مسجد، شبستان ستون‌دار بزرگی است که مشتمل بر ۲۸ چشمه پوش بر فراز ۱۶ ستون آجری مضلع و جرزهای دیواری است. شبستان ۹ دهانه به جانب صحن دارد و به شبستان فیض مشهور است.
در سمت چپ حد فاصل شبستان کبیر و فیض درب کوچک چوبی و قدیمی وجود دارد که شاید کمتر کسی راجع به آن سؤال کند و بخواهد بداند این درب به کجا باز می‌شود ولی پشت این در قدیمی انبار و سرداب نسبتاً عجیبی است در این سرداب شش جسد از حدود ۳۲۰ سال پیش وجود داشته که البته تا این زمان تنها فقط اسکلت آن‌ها باقی مانده‌است. این جسدها کاملاً مکشوف و در کف سرداب قرار داشت و تنها چند ردیف آجر بین آن‌ها فاصله بود تا اینکه به دستور یکی از علما روی آن‌ها پوشانده شد.

## توسعه مسجد
بعد از انقلاب اسلامی ایران به سعی و اهتمام سید محمدرضا گلپایگانی برخی املاک اطراف مسجد خریداری شده و با تهیه طرح و نقشه‌ای جامع، زمینه توسعه بنای جدید مسجد فراهم آمد. پس از فوت ایشان کلنگ احداث این بنابه دست لطف‌الله صافی گلپایگانی بر زمین زده شد و سرانجام این بنا در تاریخ دهم اردیبهشت ۱۳۹۴ افتتاح شد.
با افتتاح بنای جدید که شامل دو شبستان، کتابخانه، سالن غذاخوری و… می‌باشد، ۲۵ هزار متر به زیربنای مسجد افزوده شد.

## گالری

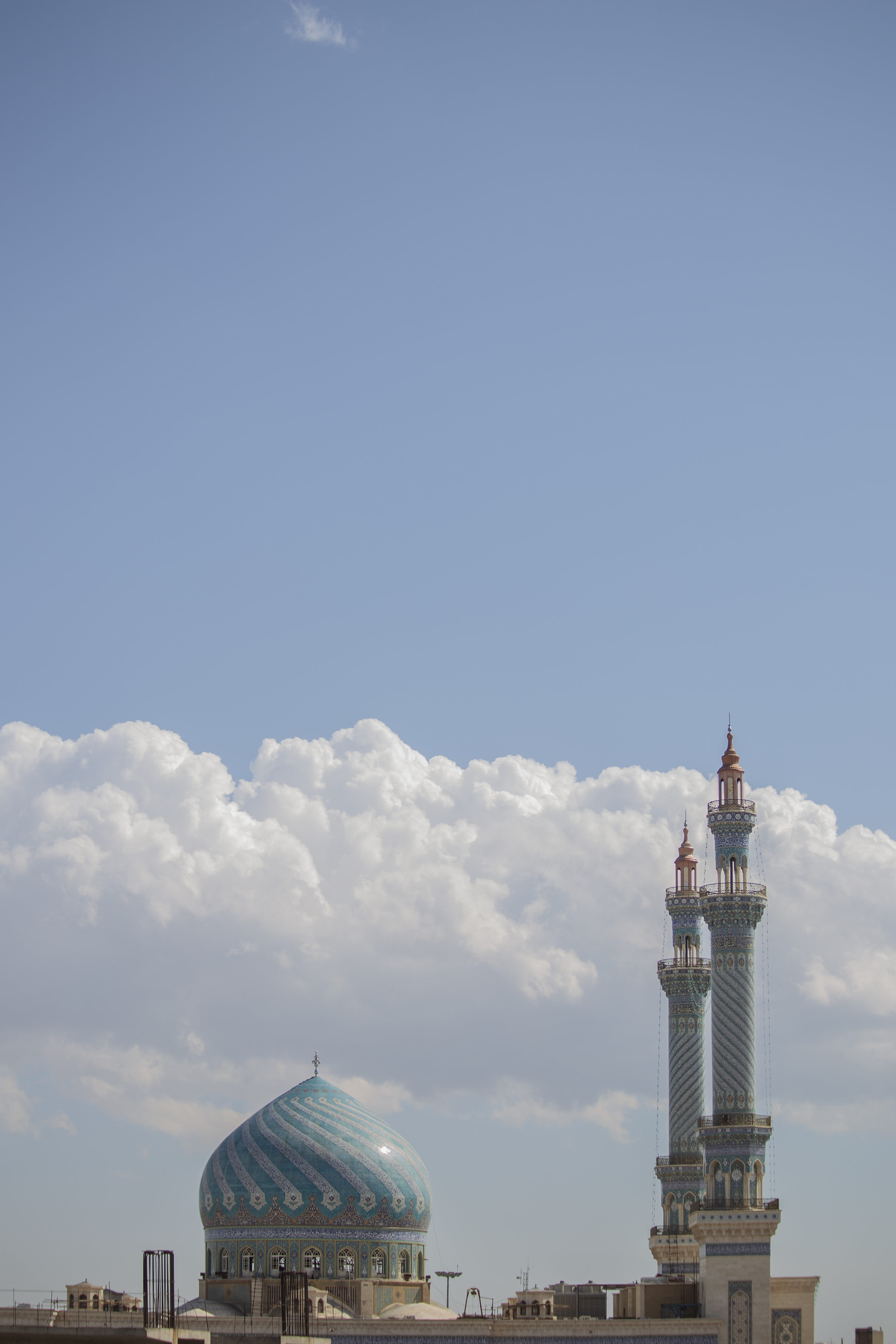
نمایی از گنبد و گلدسته مسجد
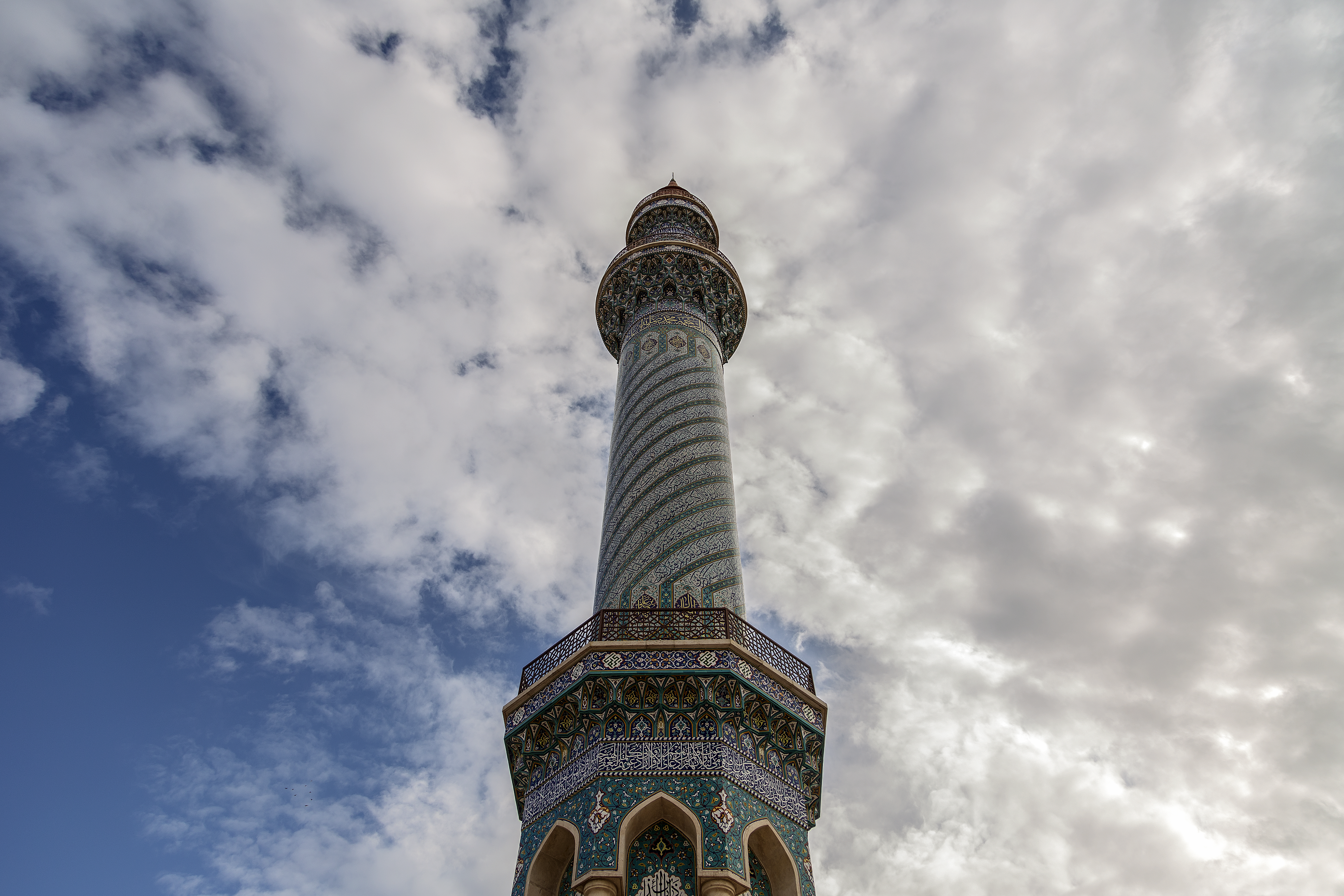
کاشی کاری های گلدسته مسجد امام حسن
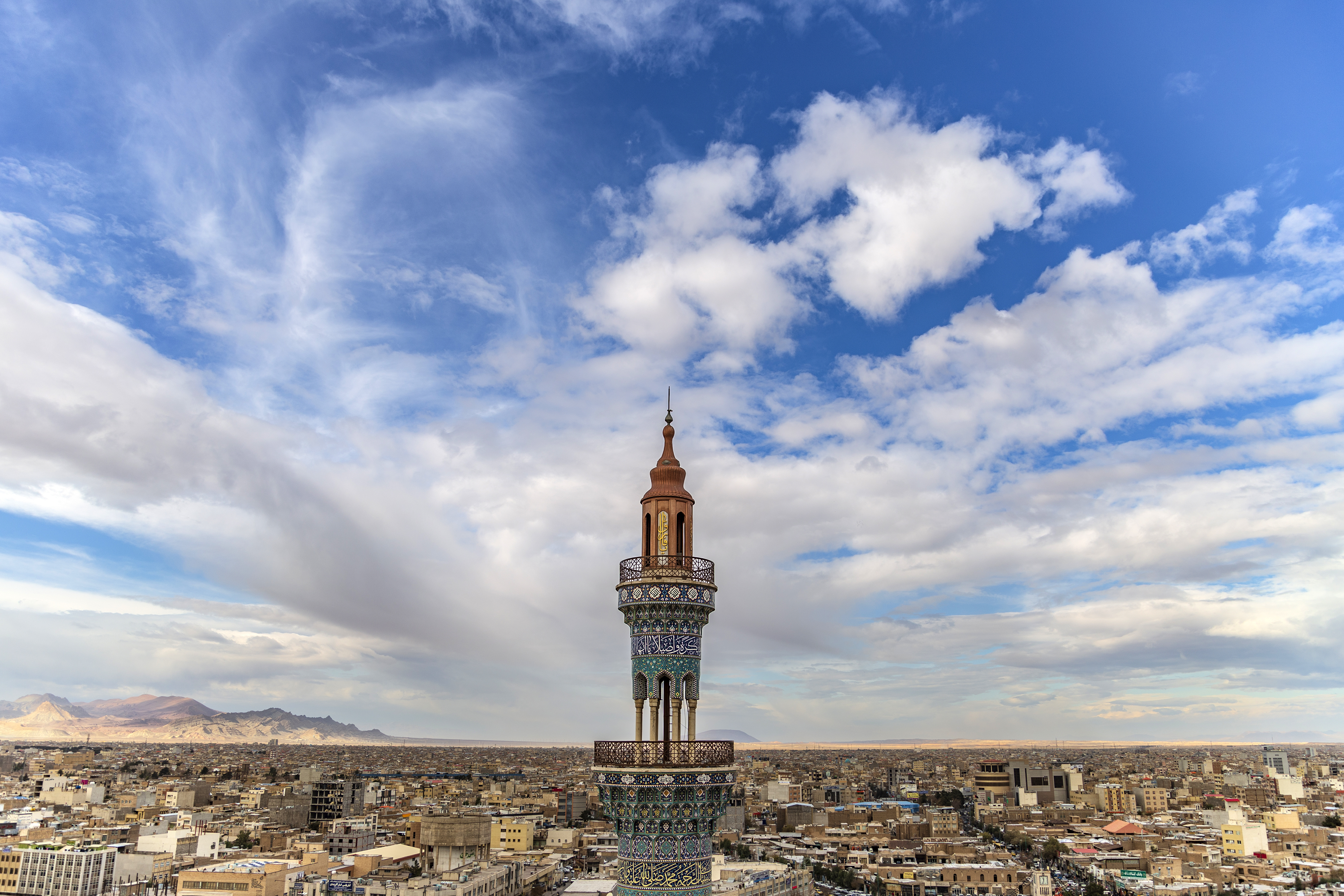
نمایی از شهر قم و گلدسته مسجد
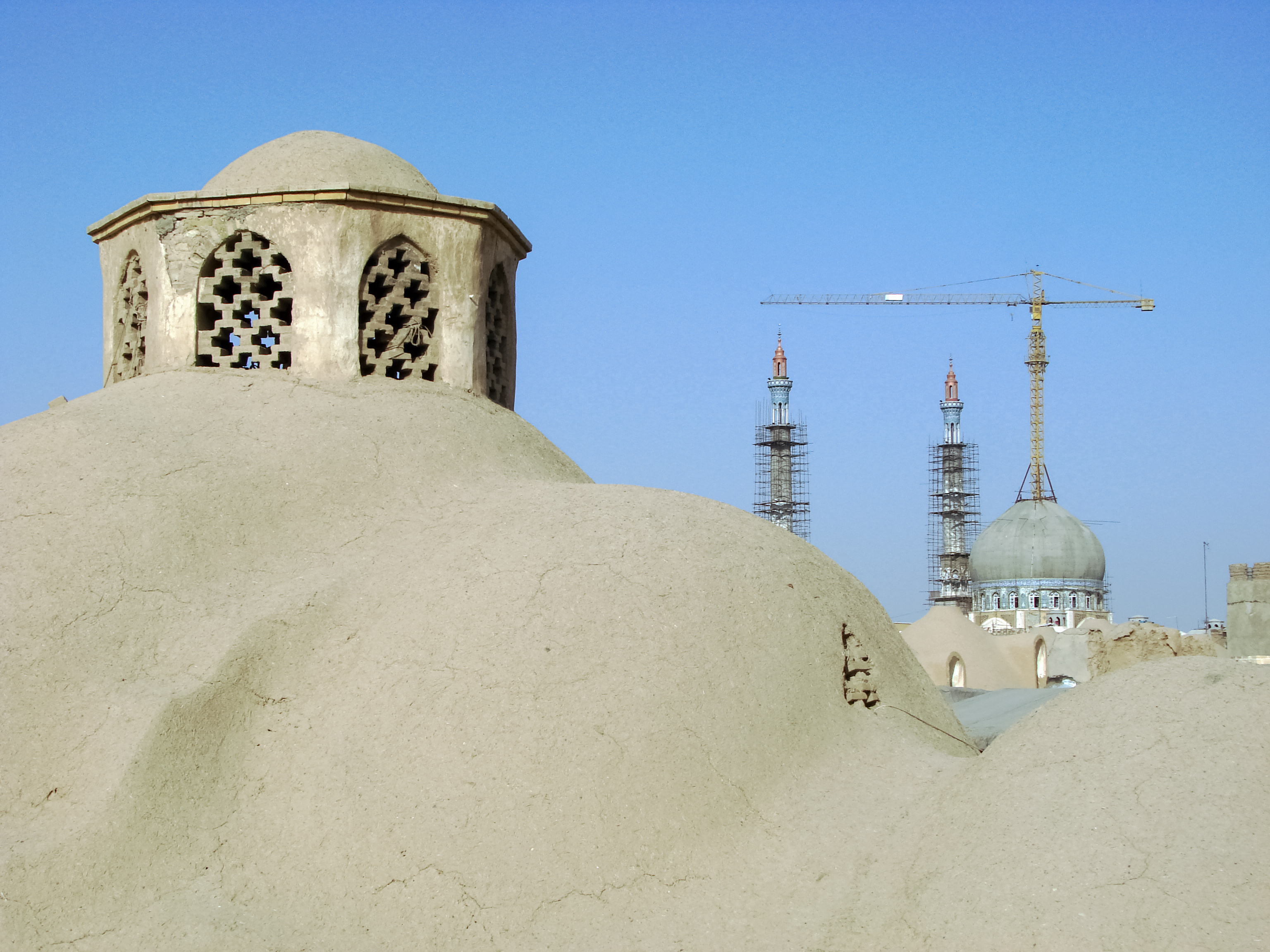
عکس از ساختمان نیمه کاره مسجد امام حسن عسکری در قم از بالای بام تیمچه در سال تیرماه سال ۱۳۸۸